# Royal Standard de Liège 2023-2024
Questa voce raccoglie le informazioni riguardanti il Royal Standard de Liège nelle competizioni ufficiali della stagione 2023-2024.

## Maglie e sponsor
Lo sponsor tecnico per la stagione 2023-2024 è Adidas, mentre il main sponsor sulla maglia è VOO.
| Casa | Trasferta |

## Organigramma societario
Comitato direttivo
- Direttore sportivo: Fergal Harkin
- Assistente delegato: Ricardo Carvalho
- Global Sports Director: Johannes Spors
- Addetto stampa: Olivier Smeets

Area tecnica
- Allenatore: Ivan Leko
- Allenatori in seconda: Bernd Thijs, José Jeunechamps, Frazer Robertson
- Preparatori atletici: Kevin Miny, Léo Djaoui
- Preparatore dei portieri: Jean François Gillet
- Responsabile settore giovanili: Ingrid Vanherle
- Responsabile logistica: Piero Rossi

Area sanitaria
- Medico sociale: Bertrand Vanden Buick
- Fisioterapista: Ludovic Depreter

## Rosa
| N. |                             | Ruolo | Calciatore         |
| -- | --------------------------- | ----- | ------------------ |
| 2  | Belgio (bandiera)           | D     | Gilles Dewaele     |
| 3  | Belgio (bandiera)           | D     | Nathan Ngoy        |
| 4  | Belgio (bandiera)           | D     | Zinho Vanheusden   |
| 5  | Inghilterra (bandiera)      | D     | Jonathan Panzo     |
| 6  | Giappone (bandiera)         | C     | Hayao Kawabe       |
| 8  | Irlanda del Nord (bandiera) | C     | Isaac Price        |
| 9  | Italia (bandiera)           | A     | Kelvin Yeboah      |
| 11 | Italia (bandiera)           | A     | Seydou Fini        |
| 13 | Stati Uniti (bandiera)      | D     | Marlon Fossey      |
| 14 | Costa d'Avorio (bandiera)   | A     | Wilfried Kanga     |
| 15 | Belgio (bandiera)           | D     | Souleyman Doumbia  |
| 16 | Belgio (bandiera)           | P     | Arnaud Bodart      |
| 17 | Colombia (bandiera)         | C     | Steven Alzate      |
| 18 | Ghana (bandiera)            | A     | Kamal Sowah        |
| 19 | Mali (bandiera)             | A     | Moussa Djenepo     |
| 20 | RD del Congo (bandiera)     | D     | Merveille Bokadi   |
| 21 | Marocco (bandiera)          | A     | Soufiane Benjdida  |
| 22 | RD del Congo (bandiera)     | C     | William Balikwisha |
| 24 | Australia (bandiera)        | C     | Aiden O'Neill      |
| 25 | Belgio (bandiera)           | D     | Ibe Hautekiet      |

| N. |                         | Ruolo | Calciatore            |
| -- | ----------------------- | ----- | --------------------- |
| 28 | Croazia (bandiera)      | A     | Stipe Perica          |
| 30 | Belgio (bandiera)       | P     | Laurent Henkinet      |
| 31 | Belgio (bandiera)       | D     | Noah Dodeigne         |
| 32 | Marocco (bandiera)      | A     | Brahim Ghalidi        |
| 33 | Ruanda (bandiera)       | C     | Hakim Sahabo          |
| 34 | Cipro (bandiera)        | D     | Konstantinos Laifis   |
| 40 | Belgio (bandiera)       | P     | Matthieu Epolo        |
| 45 | Francia (bandiera)      | P     | Tom Poitoux           |
| 46 | Paesi Bassi (bandiera)  | C     | Rayan Berberi         |
| 47 | Belgio (bandiera)       | D     | Oscar Olivier         |
| 51 | Belgio (bandiera)       | D     | Lucas Noubi           |
| 61 | Belgio (bandiera)       | D     | Cihan Çanak           |
| 88 | Inghilterra (bandiera)  | D     | Henry Lawrence        |
| 11 | Norvegia (bandiera)     | A     | Aron Dønnum           |
| 7  | Romania (bandiera)      | A     | Denis Drăguș          |
| 7  | Inghilterra (bandiera)  | A     | Romaine Mundle        |
| 9  | Belgio (bandiera)       | A     | Renaud Emond          |
| 11 | Inghilterra (bandiera)  | C     | Isaac Hayden          |
| 27 | Burkina Faso (bandiera) | C     | Sacha Bansé           |
| 38 | Danimarca (bandiera)    | D     | Jacob Barrett Laursen |

## Calciomercato

### Sessione estiva
| Acquisti         | Acquisti          | Acquisti         | Acquisti                   |
| R.               | Nome              | da               | Modalità                   |
| ---------------- | ----------------- | ---------------- | -------------------------- |
| A                | Moussa Djenepo    | Southampton      | definitivo (3,5 milioni €) |
| C                | Hayao Kawabe      | Wolverhampton    | definitivo (1,5 milioni €) |
| C                | Aiden O'Neill     | Melbourne City   | definitivo (gratuito)      |
| C                | Isaac Price       | Everton          | definitivo (gratuito)      |
| D                | Zinho Vanheusden  | Inter            | prestito                   |
| C                | Steven Alzate     | Brighton         | rinnovo prestito           |
| C                | Isaac Hayden      | Newcastle Utd    | prestito                   |
| A                | Wilfried Kanga    | Hertha Berlino   | prestito                   |
| A                | Kamal Sowah       | Club Bruges      | prestito                   |
| A                | Mathieu Cafaro    | Saint-Étienne    | fine prestito              |
| A                | Denis Drăguş      | Genoa            | fine prestito              |
| A                | Abdoul Tapsoba    | Sheriff Tiraspol | fine prestito              |
| C                | Joachim Van Damme | SK Beveren       | fine prestito              |
| Altre operazioni |                   |                  |                            |
| R.               | Nome              | da               | Modalità                   |
| A                | Romaine Mundle    | Tottenham        | definitivo (gratuito)      |

| Cessioni         | Cessioni              | Cessioni           | Cessioni                   |
| R.               | Nome                  | a                  | Modalità                   |
| ---------------- | --------------------- | ------------------ | -------------------------- |
| C                | Aron Dønnum           | Tolosa             | definitiva (4,5 milioni €) |
| A                | Osher Davida          | Maccabi Tel Aviv   | definitiva (800 mila €)    |
| A                | Mathieu Cafaro        | Saint-Étienne      | definitiva (500 mila €)    |
| D                | Jacob Barrett Laursen | Häcken             | definitiva (500 mila €)    |
| C                | Gojko Cimirot         | Al-Fayha           | definitiva (gratuita)      |
| D                | Noë Dussenne          | Montriond Lausanne | definitiva (gratuita)      |
| A                | Denis Drăguş          | Gaziantep          | prestito                   |
| A                | Abdoul Tapsoba        | Amiens             | prestito                   |
| C                | Léandre Kuavita       | Genoa              | prestito                   |
| C                | Sacha Bansé           | Valenciennes       | prestito                   |
| D                | Alexandro Calut       | Leuven             | prestito                   |
| C                | Joachim Van Damme     |                    | svincolato                 |
| C                | Philip Zinckernagel   | Olympiacos         | fine prestito              |
| C                | Steven Alzate         | Brighton           | fine prestito              |
| C                | Filippo Melegoni      | Genoa              | fine prestito              |
| Altre operazioni |                       |                    |                            |
| R.               | Nome                  | a                  | Modalità                   |
|                  |                       |                    |                            |

### Sessione invernale
| Acquisti         | Acquisti          | Acquisti          | Acquisti      |
| R.               | Nome              | da                | Modalità      |
| ---------------- | ----------------- | ----------------- | ------------- |
| A                | Kelvin Yeboah     | Genoa             | prestito      |
| D                | Jonathan Panzo    | Nottingham Forest | prestito      |
| A                | Seydou Fini       | Genoa II          | prestito      |
| D                | Souleyman Doumbia | svincolato        | definitivo    |
| Altre operazioni |                   |                   |               |
| R.               | Nome              | da                | Modalità      |
| C                | Léandre Kuavita   | Genoa             | fine prestito |

| Cessioni         | Cessioni       | Cessioni      | Cessioni                   |
| R.               | Nome           | a             | Modalità                   |
| ---------------- | -------------- | ------------- | -------------------------- |
| A                | Romaine Mundle | Sunderland    | definitiva (1,8 milioni €) |
| A                | Renaud Emond   |               | definitiva (svincolato)    |
| A                | Noah Ohio      | Hull City     | prestito                   |
| C                | Isaac Hayden   | Newcastle Utd | fine prestito              |
| Altre operazioni |                |               |                            |
| R.               | Nome           | a             | Modalità                   |
|                  |                |               |                            |

## Risultati
Dati aggiornati al 26 maggio 2024.

### Pro League

#### Stagione regolare
| Arbitro: | Vergoote |

|           |           |  |
| Koita 87’ | Marcatori |  |

| Arbitro: | Lardot |

|  |           |            |
|  | Marcatori | 20’ Eckert |

| Arbitro: | Laforge |

|                          |           |            |
| Ilaimaharitra 90’ (rig.) | Marcatori | 30’ Drăguș |

| Arbitro: | Vergoote |

|  |           |           |
|  | Marcatori | 75’ Minda |

| Arbitro: | Verboomen |

|            |           |            |
| Davies 23’ | Marcatori | 72’ Kawabe |

| Arbitro: | Van Damme |

|           |           |           |
| Kanga 24’ | Marcatori | 19’ Gueye |

| Arbitro: | Lardot |

|                                    |           |                 |
| Kanga 45+3’ Kawabe 45+5’ Sowah 75’ | Marcatori | 80’ Finnbogason |

| Liegi 22 settembre 2023, ore 20:45 CEST 8ª giornata | Standard Liegi | 0 – 0 referto | Westerlo | Dufrasne (18 504 spett.)\| Arbitro: \| Bert Put \| |
| Arbitro:                                            | Bert Put       |               |          |                                                    |

| Arbitro: | Put |

|            |           |                     |
| Mendyl 64’ | Marcatori | 43’ Kanga 80’ Sowah |

| Arbitro: | Lambrechts |

|                      |           |                |
| Bokadi 11’ Price 90’ | Marcatori | 85’ Skov Olsen |

| Arbitro: | Lardot |

|                                |           |                        |
| Alzate 52’ Kawabe 55’ Ngoy 61’ | Marcatori | 18’ Dolberg 24’ Dreyer |

| Arbitro: | Laforge |

|                                           |           |           |
| Tissoudali 32’ Cuypers 35’ Tissoudali 39’ | Marcatori | 67’ Kanga |

| Arbitro: | van Damme |

|            |           |             |
| Kawabe 21’ | Marcatori | 88’ Schoofs |

| Arbitro: | Lardot |

|                                                                                      |           |  |
| Janssen 4’ Janssen 14’ (rig.) Ekkelenkamp 33’ Muja 41’ Ilenikhena 74’ Balikwisha 86’ | Marcatori |  |

| Arbitro: | De Cremer |

|            |           |  |
| Kawabe 66’ | Marcatori |  |

| Arbitro: | Vergoote |

|                                 |           |  |
| Igor Thiago 3’ Zinckernagel 55’ | Marcatori |  |

| Arbitro: | Lardot |

|                              |           |                        |
| Dreyer 21’ Dreyer 77’ (rig.) | Marcatori | 45+2’ Kawabe 55’ Kanga |

| Liegi 16 dicembre 2023, ore 21:45 CET 18ª giornata | Standard Liegi | 0 – 0 referto | Charleroi | Stadio Maurice Dufrasne (20 000 spett.)\| Arbitro: \| D'hondt \| |
| Arbitro:                                           | D'hondt        |               |           |                                                                  |

| Arbitro: | Boterberg |

|                                                |           |  |
| Bassette 35’ Mrabti 67’ Hairemans 90+3’ (rig.) | Marcatori |  |

| Arbitro: | Lambrechts |

|             |           |            |
| Kanga 90+8’ | Marcatori | 86’ Fujita |

| Arbitro: | Put |

|  |           |              |
|  | Marcatori | 45’ Avenatti |

| Arbitro: | Lardot |

|            |           |            |
| Somers 87’ | Marcatori | 78’ Fossey |

| Arbitro: | Van Driessche |

|  |           |             |
|  | Marcatori | 63’ Doumbia |

| Arbitro: | Put |

|                      |           |                      |
| Biron 20’ Camara 83’ | Marcatori | Kanga 10’ Yeboah 85’ |

| Arbitro: | De Cremer |

|             |           |  |
| O'Neill 19’ | Marcatori |  |

| Arbitro: | Vergoote |

|                           |           |            |
| Madsen 35’ (rig.) Yow 61’ | Marcatori | 44’ Laifis |

| Arbitro: | Laforge |

|                               |           |             |
| Nilsson 35’ Eckert Ayensa 38’ | Marcatori | 50’ Djenepo |

| Arbitro: | De Cremer |

|                                                     |           |                            |
| Kanga 45+7’ (rig.) Yeboah 55’ Kawabe 62’ Yeboah 65’ | Marcatori | 14’ Tissoudali 80’ Samoise |

| Arbitro: | Lardot |

|                 |           |  |
| Ait El Hadj 50’ | Marcatori |  |

| Arbitro: | Verboomen |

|                                                            |           |  |
| Kanga 9’ Balikwisha 40’ Yeboah 82’ Charles-Cook 89’ (aut.) | Marcatori |  |

Concludendo la regular season al 10º posto in classifica, lo Standard Liegi si è qualificato per i playoff di qualificazione alle competizioni europee, con Gent, Mechelen, Sint-Truiden e Westerlo.

#### Europe Play-offs
| Arbitro: | Verboomen |

|                                                                           |           |                    |
| Fernandez-Pardo 23’ Gandelman 53’ Gerkens 72’ Kandouss 80’ Tissoudali 83’ | Marcatori | 28’ (aut.) de Sart |

| Liegi 6 aprile 2024, ore 18:15 UTC+1 32ª giornata | Standard Liegi | 0 – 0 referto | OH Lovanio | Stadio Maurice Dufrasne (? spett.)\| Arbitro: \| Put \| |
| Arbitro:                                          | Put            |               |            |                                                         |

| Arbitro: | De Cremer |

|                                  |           |                                            |
| Bocat 4’ Bertaccini 84’ Kaya 88’ | Marcatori | 9’ Kanga 59’ Balikwisha 81’ Wilfried Kanga |

| Arbitro: | Bourdeaud'Hui |

|                                       |           |                                   |
| Frigan 29’ Stassin 49’ Yow 59’ (rig.) | Marcatori | 22’ Kanga 78’ Alzate 90+4’ Laifis |

| Liegi 23 aprile 2024, ore 20:30 UTC+1 35ª giornata | Standard Liegi | 0 – 0 referto | Malines | Stadio Maurice Dufrasne (9 166 spett.)\| Arbitro: \| Allaerts \| |
| Arbitro:                                           | Allaerts       |               |         |                                                                  |

| Arbitro: | Boterberg |

|           |           |           |
| Ogawa 13’ | Marcatori | 63’ Panzo |

| Arbitro: | Smet |

|                                          |           |            |
| Maziz 46’ Nsingi 74’ Thorsteinsson 90+3’ | Marcatori | 43’ Yeboah |

| Liegi 10 maggio 2024, ore 20:45 UTC+1 38ª giornata | Standard Liegi | – annullata referto | Westerlo | Stadio Maurice Dufrasne\| Arbitro: \| Simonini \| |
| Arbitro:                                           | Simonini       |                     |          |                                                   |

| Arbitro: | Van Damme |

|            |           |                                                                   |
| Yeboah 17’ | Marcatori | 10’ Fernandez-Pardo 66’ Fernandez-Pardo 80’ Depoitre 87’ Depoitre |

| Arbitro: | Simonini |

|                                              |           |                           |
| Lauberbach 15’ Lauberbach 17’ Lauberbach 90’ | Marcatori | 51’ Lawrence 84’ Benjdida |

### Croky Cup
La partecipazione dello Standard Liegi alla Croky Cup è cominciata a partire dal settimo turno.

#### Settimo turno
| Arbitro: | Clerkx |

|                                                         |           |  |
| Perica 14’ Balikwisha 56’ Perica 59’ Ohio 80’ Emond 89’ | Marcatori |  |

Con la vittoria per 5-0 sull'Harelbeke, lo Standard Liegi si è qualificato all'ottavo turno di Croky Cup.

#### Ottavo turno
| Arbitro: | Van Driessche |

|                           |           |  |
| Stroeykens 31’ Dreyer 51’ | Marcatori |  |

Con la sconfitta subita per mano dell'Anderlecht con il punteggio di 0-2, lo Standard Liegi è stato eliminato dalla Coppa di Belgio.

## Statistiche
Dati aggiornati al 26 maggio 2024.

### Statistiche di squadra
| Competizione    | Punti | In casa | In casa | In casa | In casa | In casa | In casa | In trasferta | In trasferta | In trasferta | In trasferta | In trasferta | In trasferta | Totale | Totale | Totale | Totale | Totale | Totale | DR  |
| Competizione    | Punti | G       | V       | N       | P       | Gf      | Gs      | G            | V            | N            | P            | Gf           | Gs           | G      | V      | N      | P      | Gf     | Gs     | DR  |
| --------------- | ----- | ------- | ------- | ------- | ------- | ------- | ------- | ------------ | ------------ | ------------ | ------------ | ------------ | ------------ | ------ | ------ | ------ | ------ | ------ | ------ | --- |
| Pro League      | 35    | 17      | 6       | 6       | 5       | 19      | 15      | 17           | 2            | 5            | 10           | 18           | 35           | 34     | 8      | 11     | 15     | 37     | 50     | -14 |
| Europa Playoffs | 21    | 2       | 0       | 2       | 0       | 1       | 1       | 3            | 0            | 2            | 1            | 7            | 11           | 5      | 0      | 4      | 1      | 8      | 12     | -4  |
| Croky Cup       | -     | 1       | 1       | 0       | 0       | 5       | 0       | 1            | 0            | 0            | 1            | 0            | 2            | 1      | 1      | 0      | 0      | 5      | 2      | +3  |
| Totale          | -     | 20      | 7       | 8       | 5       | 25      | 16      | 21           | 2            | 7            | 12           | 25           | 48           | 40     | 9      | 15     | 16     | 50     | 64     | -15 |

### Andamento in campionato
Nota: Dalla 31ª giornata si tengono conto dei risultati ottenuti nel gruppo Playoff Europa.
| Giornata  | 1  | 2  | 3  | 4  | 5  | 6  | 7  | 8  | 9  | 10 | 11 | 12 | 13 | 14 | 15 | 16 | 17 | 18 | 19 | 20 | 21 | 22 | 23 | 24 | 25 | 26 | 27 | 28 | 29 | 30 | 31 | 32 | 33 | 34 | 35 | 36 | 37 | 38 | 39 | 40 |
| --------- | -- | -- | -- | -- | -- | -- | -- | -- | -- | -- | -- | -- | -- | -- | -- | -- | -- | -- | -- | -- | -- | -- | -- | -- | -- | -- | -- | -- | -- | -- | -- | -- | -- | -- | -- | -- | -- | -- | -- | -- |
| Luogo     | T  | C  | T  | C  | T  | C  | T  | C  | T  | C  | C  | T  | C  | T  | C  | T  | T  | C  | T  | C  | C  | T  | C  | T  | C  | T  | T  | C  | T  | C  | T  | C  | T  | T  | C  | C  | T  |    | C  | T  |
| Risultato | P  | P  | N  | P  | N  | N  | V  | N  | V  | V  | V  | P  | N  | P  | V  | P  | N  | N  | P  | N  | P  | N  | P  | N  | V  | P  | P  | V  | P  | V  | P  | N  | N  | N  | N  | N  | P  | R  | P  | P  |
| Posizione | 14 | 16 | 13 | 14 | 13 | 14 | 12 | 13 | 12 | 8  | 8  | 8  | 8  | 9  | 8  | 9  | 9  | 9  | 10 | 9  | 10 | 10 | 12 | 11 | 10 | 11 | 11 | 10 | 10 | 10 | 5  | 5  | 5  | 5  | 5  | 5  | 5  |    | 5  | 5  |

Legenda:

Luogo: C = Casa; T = Trasferta. Risultato: V = Vittoria; N = Pareggio; P = Sconfitta.

### Statistiche individuali
| Giocatore     | Pro League | Pro League | Pro League  | Pro League | Croky Cup | Croky Cup | Croky Cup   | Croky Cup  | Totale   | Totale | Totale      | Totale     |
| Giocatore     | Presenze   | Reti       | Ammonizioni | Espulsioni | Presenze  | Reti      | Ammonizioni | Espulsioni | Presenze | Reti   | Ammonizioni | Espulsioni |
| ------------- | ---------- | ---------- | ----------- | ---------- | --------- | --------- | ----------- | ---------- | -------- | ------ | ----------- | ---------- |
| S. Alzate     | 24         | 2          | 4           | 1          | 1         | 0         | 0           | 0          | 25       | 2      | 4           | 1          |
| W. Balikwisha | 28         | 2          | 3           | 1          | 1         | 1         | 0           | 0          | 29       | 3      | 3           | 1          |
| S. Benjdida   | 2          | 1          | 0           | 0          | 0         | 0         | 0           | 0          | 2        | 1      | 0           | 0          |
| A. Bodart     | 34         | -46        | 0           | 0          | 0         | 0         | 0           | 0          | 34       | -46    | 0           | 0          |
| M. Bokadi     | 18         | 1          | 0           | 1          | 0         | 0         | 0           | 0          | 18       | 1      | 0           | 1          |
| C. Çanak      | 29         | 0          | 1           | 0          | 2         | 0         | 0           | 0          | 31       | 0      | 1           | 0          |
| G. Dewaele    | 25         | 0          | 2           | 0          | 1         | 0         | 0           | 0          | 26       | 0      | 2           | 0          |
| N. Dodeigne   | 2          | 0          | 0           | 0          | 0         | 0         | 0           | 0          | 2        | 0      | 0           | 0          |
| M. Djenepo    | 28         | 1          | 3           | 0          | 2         | 0         | 0           | 0          | 30       | 1      | 3           | 0          |
| S. Doumbia    | 11         | 0          | 2           | 0          | 0         | 0         | 0           | 0          | 11       | 0      | 2           | 0          |
| M. Epolo      | 4          | -11        | 0           | 0          | 0         | 0         | 0           | 0          | 4        | -11    | 0           | 0          |
| S. Fini       | 9          | 0          | 0           | 0          | 0         | 0         | 0           | 0          | 9        | 0      | 0           | 0          |
| M. Fossey     | 30         | 1          | 1           | 0          | 2         | 0         | 0           | 0          | 32       | 1      | 1           | 0          |
| B. Ghalidi    | 2          | 0          | 0           | 0          | 0         | 0         | 0           | 0          | 2        | 0      | 0           | 0          |
| I. Hautekiet  | 3          | 0          | 0           | 0          | 0         | 0         | 0           | 0          | 3        | 0      | 0           | 0          |
| L. Henkinet   | 1          | -6         | 0           | 0          | 2         | -2        | 0           | 0          | 3        | -8     | 0           | 0          |
| W. Kanga      | 36         | 12         | 5           | 0          | 1         | 0         | 0           | 0          | 37       | 12     | 5           | 0          |
| H. Kawabe     | 36         | 7          | 3           | 0          | 1         | 0         | 0           | 0          | 37       | 7      | 3           | 0          |
| K. Laifis     | 26         | 2          | 3           | 0          | 2         | 0         | 0           | 0          | 28       | 2      | 3           | 0          |
| H. Lawrence   | 1          | 1          | 0           | 0          | 0         | 0         | 0           | 0          | 1        | 1      | 0           | 0          |
| N. Ngoy       | 15         | 1          | 6           | 1          | 2         | 0         | 0           | 0          | 17       | 1      | 6           | 1          |
| L. Noubi      | 22         | 0          | 3           | 0          | 1         | 0         | 0           | 0          | 23       | 0      | 3           | 0          |
| O. Olivier    | 1          | 0          | 0           | 0          | 0         | 0         | 0           | 0          | 1        | 0      | 0           | 0          |
| A. O'Neill    | 23         | 1          | 4           | 0          | 2         | 0         | 1           | 0          | 25       | 1      | 5           | 0          |
| J. Panzo      | 11         | 1          | 1           | 0          | 0         | 0         | 0           | 0          | 11       | 1      | 1           | 0          |
| S. Perica     | 8          | 0          | 0           | 0          | 1         | 2         | 0           | 0          | 9        | 2      | 0           | 0          |
| I. Price      | 37         | 1          | 3           | 0          | 2         | 0         | 0           | 1          | 39       | 1      | 3           | 1          |
| H. Sahabo     | 18         | 0          | 2           | 0          | 0         | 0         | 0           | 0          | 18       | 0      | 2           | 0          |
| K. Sowah      | 27         | 2          | 0           | 0          | 1         | 0         | 0           | 0          | 28       | 2      | 0           | 0          |
| Z. Vanheusden | 22         | 0          | 7           | 0          | 2         | 0         | 1           | 0          | 24       | 0      | 8           | 0          |
| K. Yeboah     | 14         | 6          | 3           | 0          | 0         | 0         | 0           | 0          | 14       | 6      | 3           | 0          |
| S. Banse      | 3          | 0          | 0           | 0          | 0         | 0         | 0           | 0          | 3        | 0      | 0           | 0          |
| A. Dønnum     | 5          | 0          | 2           | 0          | 0         | 0         | 0           | 0          | 5        | 0      | 2           | 0          |
| D. Drăguș     | 6          | 1          | 0           | 0          | 0         | 0         | 0           | 0          | 6        | 1      | 0           | 0          |
| R. Emond      | 3          | 0          | 0           | 0          | 1         | 1         | 0           | 0          | 4        | 1      | 0           | 0          |
| I. Hayden     | 10         | 0          | 3           | 0          | 1         | 0         | 0           | 0          | 11       | 0      | 3           | 0          |
| J. Laursen    | 2          | 0          | 1           | 0          | 0         | 0         | 0           | 0          | 2        | 0      | 1           | 0          |
| R. Mundle     | 6          | 0          | 1           | 0          | 1         | 0         | 0           | 0          | 7        | 0      | 1           | 0          |
| N. Ohio       | 14         | 0          | 1           | 0          | 2         | 1         | 0           | 0          | 16       | 1      | 1           | 0          |